# 前川喜久雄
前川 喜久雄（まえかわ きくお、1956年 - ）は、日本の言語学者。専門は音声学、言語資源など。国立国語研究所名誉教授。
国立国語研究所の研究系長、副所長を経て2023年4月より同研究所所長を務める。
父は、国立西洋美術館館長などを務めた、美術史家の前川誠郎。

## 来歴・人物
＜主な出典：＞
- 1956年 - 京都府生まれ[2][注釈 2]。
- 1980年 - 上智大学外国語学部卒業。
- 1982年 - 上智大学大学院外国語学研究科言語学専攻博士前期課程修了。言語学修士。
- 1984年 - 上智大学大学院外国語学研究科言語学専攻博士後期課程中退。
- 1984年 - 鳥取大学教育学部助手。
- 1987年 - 鳥取大学教育学部講師。
- 1989年 - 国立国語研究所言語行動研究部第二研究室研究員。
- 1992年 - 国立国語研究所言語行動研究部第二研究室主任研究官。
- 1994年 - 国立国語研究所言語行動研究部第二研究室室長。
- 2001年 - 独立行政法人国立国語研究所研究開発部門第二領域領域長。
- 2005年 - 一橋大学連携教授（2014年まで）。
- 2006年 - 独立行政法人国立国語研究所研究開発部門言語資源グループ長。
- 2009年10月 -
  - 人間文化研究機構国立国語研究所言語資源研究系教授、同研究系長（2016年3月まで）。
  - 人間文化研究機構国立国語研究所コーパス開発センター長（2020年3月まで）。
- 2011年 - 東京工業大学博士（学術）[4][注釈 3]。
- 2013年10月 - 人間文化研究機構国立国語研究所副所長（2016年3月まで）。
- 2016年 - 人間文化研究機構国立国語研究所研究系（音声言語研究領域）教授（2022年3月まで）。
- 2022年
  - 3月 - 人間文化研究機構国立国語研究所を定年退職[5]。
  - 4月 - 人間文化研究機構国立国語研究所名誉教授称号授与される[6]。同研究所客員教授（2022年度）[7]。
- 2023年 - 人間文化研究機構国立国語研究所所長（任期：同年4月1日 - 現任中[注釈 4]）。

同じく2023年に、話し言葉としての日本語研究のための言語資源の開発への貢献が評価されて、国際音声コミュニケーション学会のフェローに選出された 。

## 学会
- 国際音声コミュニケーション学会（英語版）
- 国際音声学会
- 日本音声学会 - 第15代会長を務めた（任期：2019年度～2021年度）[9]。
- 日本言語学会
- 日本音響学会
- 日本語学会

## 賞歴
- 2010年、2012年、2021年にそれぞれ国立国語研究所所長賞を受賞。
- 2011年、2012年にそれぞれ日本音声学会優秀論文賞を受賞。

## 著書

### 共著
- （田窪行則、窪薗晴夫、本多清志、白井克彦、中川聖一）『岩波講座 言語の科学(2) 音声』（岩波書店、1998年）
- （堀正広、浮網茂信、西村秀夫、小迫勝）『コロケーション（英語版）の通時的研究──英語・日本語研究の新たな試み』（ひつじ書房、2009年）
- （日本音響学会編、森大毅、粕谷英樹）『音響サイエンスシリーズ(12)音声は何を伝えているか──感情・パラ言語情報・個人性の音声科学』（コロナ社、2014年）

### 編著
- 『講座日本語コーパス(1)コーパス入門』（朝倉書店、2013年）

### 監修
- （山崎誠編）『講座日本語コーパス(2) 書き言葉コーパス――設計と構築』（朝倉書店、2014年）
- （田野村忠温編）『講座日本語コーパス(6) コーパスと日本語学』（朝倉書店、2014年）
- （小磯花絵編）『講座日本語コーパス(3) 話し言葉コーパス――設計と構築』（朝倉書店、2015年）
- （田中牧郎編）『講座日本語コーパス(4) コーパスと国語教育』（朝倉書店、2015年）
- （砂川有里子編）『講座日本語コーパス(5) コーパスと日本語教育』（朝倉書店、2016年）
- （松本裕治、奥村学（wikidata）編）『講座日本語コーパス(8) コーパスと自然言語処理』（朝倉書店、2017年）
- （伝康晴、荻野綱男編）『講座日本語コーパス(7) コーパスと辞書』（朝倉書店、2019年）

### 共監修
- （伝康晴、坂井田瑠衣監修、牧野遼作、砂川千穂、徳永弘子編）『シリーズ言語・コミュニケーション研究の地平 外界と対峙する』（ひつじ書房、2022年）